# Liga mistrů UEFA 2021/2022 – vyřazovací fáze
Vyřazovací fáze Ligy mistrů UEFA 2021/22 začala 15. února 2022 prvními osmifinálovými zápasy a skončila 28. května 2022 finálovým utkáním na Stade de France ve francouzském Saint-Denis, které vyhrál španělský Real Madrid. Ve vyřazovací fázi se utkalo celkem 16 týmů.

## Účastníci
Ve vyřazovací fázi jsou týmy nalosovány do dvojzápasů hraných systémem doma-venku, kromě finále hraného pouze na jeden zápas. Do osmifinále jsou proti sobě nalosováni vítězové skupin a týmy z 2. míst, přičemž se proti sobě nemohou utkat týmy ze stejné skupiny nebo stejné země. Od čtvrtfinále již tato pravidla neplatí a mohou tak proti sobě hrát jakákoliv mužstva. Vyřazovací fáze začíná losem 13. prosince 2021 a zápasy se odehrály od 15. února 2022 do 28. května 2022.
| Skupiny | Vítězové (nasazené týmy) | 2. místo ve skupně (nenasazené týmy) |
| ------- | ------------------------ | ------------------------------------ |
| A       | Manchester City          | PSG                                  |
| B       | Liverpool                | Atlético Madrid                      |
| C       | Ajax                     | Sporting                             |
| D       | Real Madrid              | Inter                                |
| E       | Bayern Mnichov           | Benfica                              |
| F       | Manchester United        | Villareal                            |
| G       | Lille                    | RB Salzburg                          |
| H       | Juventus                 | Chelsea                              |

Každý duel ve vyřazovací fázi, kromě finále, se hraje na dva zápasy, přičemž každý tým hraje jeden zápas doma. Do dalšího kola postoupí tým, který v součtu obou zápasů vstřelí více branek. Pokud je celkové skóre vyrovnané, hraje se 30 minut prodloužení (pravidlo o gólech hostů se již neuplatňuje). Pokud je skóre na konci prodloužení stále vyrovnané, o vítězi rozhodne penaltový rozstřel. Ve finále, které se hraje jako jediný zápas, se v případě vyrovnaného skóre na konci normální hrací doby hraje prodloužení, po němž následuje penaltový rozstřel, pokud je skóre stále vyrovnané.
Kritéria losování pro každé kolo je následující:
- Při losování osmifinále bylo osm vítězů skupin nasazeno a osm postupujících ze skupin bylo nenasazeno. Nasazené týmy byly nalosovány proti nenasazeným týmům, přičemž nasazené týmy hostily druhý zápas. Týmy ze stejné skupiny nebo stejné země nemohly být nalosovány proti sobě.
- Při losování čtvrtfinále a semifinále nejsou nasazené týmy a týmy ze stejné skupiny nebo stejné země mohou být vylosovány proti sobě. Vzhledem k tomu, že losování čtvrtfinále a semifinále probíhá společně před odehráním čtvrtfinále, není v době losování semifinále známa totožnost vítězů čtvrtfinále. Losování se rovněž provádí za účelem určení vítěze semifinále, který je určen jako "domácí" tým pro finále (pro administrativní účely, protože se hraje na neutrálním místě).
- Pro čtvrtfinále a semifinále se z logistických důvodů a z důvodu kontroly diváků neplánuje, aby týmy ze stejného města hrály doma ve stejný den nebo v po sobě jdoucích dnech. Aby se předešlo takovému konfliktu v termínech, pokud jsou dva týmy vylosovány tak, aby hrály doma ve stejném hracím dnu, je pořadí fází, které se účastní tým s nižším domácím umístěním v koeficientu, oproti původnímu losu obráceno.

## Termíny
Rozpis je následující (všechna losování se konají v sídle UEFA ve švýcarském Nyonu).
| Fáze        | Datum Losování           | První zápas                                           | Druhý zápas Druhý zápas                               |
| ----------- | ------------------------ | ----------------------------------------------------- | ----------------------------------------------------- |
| Osmifinále  | 13. prosince 2021, 15:00 | 15.–16. a 22.–23. února 2022                          | 8.–9. a 15.–16. března 2022                           |
| Čtvrtfinále | 18. března 2022, 12:00   | 5.-6. dubna 2022                                      | 12.–13. dubna 2022                                    |
| Semifinále  | 18. března 2022, 12:00   | 26.–27. dubna 2022                                    | 3.–4. května 2022                                     |
| Finále      | 18. března 2022, 12:00   | 28. května 2022 v Stade de France, Saint-Denis, Paříž | 28. května 2022 v Stade de France, Saint-Denis, Paříž |

## Pavouk
|  | Osmifinále        | Osmifinále      | Osmifinále | Osmifinále |   |                 | Čtvrtfinále | Čtvrtfinále | Čtvrtfinále | Čtvrtfinále |  |                 | Semifinále | Semifinále | Semifinále | Semifinále |           |   | Finále | Finále |
|  |                   |                 |            |            |   |                 |             |             |             |             |  |                 |            |            |            |            |           |   |        |        |
|  | Benfica           | 2               | 1          | 3          |   |                 |             |             |             |             |  |                 |            |            |            |            |           |   |        |        |
|  | Ajax              | 2               | 0          | 2          |   |                 |             |             |             |             |  |                 |            |            |            |            |           |   |        |        |
|  | Ajax              | 2               | 0          | 2          |   | Benfica         | 1           | 3           | 4           |             |  |                 |            |            |            |            |           |   |        |        |
|  |                   |                 |            |            |   | Benfica         | 1           | 3           | 4           |             |  |                 |            |            |            |            |           |   |        |        |
|  |                   | Liverpool       | 3          | 3          | 6 |                 |             |             |             |             |  |                 |            |            |            |            |           |   |        |        |
|  | Inter             | Liverpool       | 3          | 3          | 6 | 0               | 1           | 1           |             |             |  |                 |            |            |            |            |           |   |        |        |
|  | Inter             |                 |            |            |   | 0               | 1           | 1           |             |             |  |                 |            |            |            |            |           |   |        |        |
|  | Liverpool         | 2               | 0          | 2          |   |                 |             |             |             |             |  |                 |            |            |            |            |           |   |        |        |
|  | Liverpool         | 2               | 0          | 2          |   |                 |             |             |             |             |  | Liverpool       | 2          | 3          | 5          |            |           |   |        |        |
|  |                   |                 |            |            |   |                 |             |             |             |             |  | Liverpool       | 2          | 3          | 5          |            |           |   |        |        |
|  |                   | Villarreal      | 0          | 2          | 2 |                 |             |             |             |             |  |                 |            |            |            |            |           |   |        |        |
|  | Villarreal        | Villarreal      | 0          | 2          | 2 | 1               | 3           | 4           |             |             |  |                 |            |            |            |            |           |   |        |        |
|  | Villarreal        |                 |            |            |   | 1               | 3           | 4           |             |             |  |                 |            |            |            |            |           |   |        |        |
|  | Juventus          | 1               | 0          | 1          |   |                 |             |             |             |             |  |                 |            |            |            |            |           |   |        |        |
|  | Juventus          | 1               | 0          | 1          |   | Villarreal      | 1           | 1           | 2           |             |  |                 |            |            |            |            |           |   |        |        |
|  |                   |                 |            |            |   | Villarreal      | 1           | 1           | 2           |             |  |                 |            |            |            |            |           |   |        |        |
|  |                   | Bayern          | 0          | 1          | 1 |                 |             |             |             |             |  |                 |            |            |            |            |           |   |        |        |
|  | RB Salzburg       | Bayern          | 0          | 1          | 1 | 1               | 1           | 2           |             |             |  |                 |            |            |            |            |           |   |        |        |
|  | RB Salzburg       |                 |            |            |   | 1               | 1           | 2           |             |             |  |                 |            |            |            |            |           |   |        |        |
|  | Bayern            | 1               | 7          | 8          |   |                 |             |             |             |             |  |                 |            |            |            |            |           |   |        |        |
|  | Bayern            | 1               | 7          | 8          |   |                 |             |             |             |             |  |                 |            |            |            |            | Liverpool | 0 |        |        |
|  |                   |                 |            |            |   |                 |             |             |             |             |  |                 |            |            |            |            |           | 0 |        |        |
|  |                   | Real Madrid     | 1          |            |   |                 |             |             |             |             |  |                 |            |            |            |            |           |   |        |        |
|  | Sporting          | Real Madrid     | 1          | 0          | 0 | 0               |             |             |             |             |  |                 |            |            |            |            |           |   |        |        |
|  | Sporting          |                 |            | 0          | 0 | 0               |             |             |             |             |  |                 |            |            |            |            |           |   |        |        |
|  | Manchester City   | 5               | 0          | 5          |   |                 |             |             |             |             |  |                 |            |            |            |            |           |   |        |        |
|  | Manchester City   | 5               | 0          | 5          |   | Manchester City | 1           | 0           | 1           |             |  |                 |            |            |            |            |           |   |        |        |
|  |                   |                 |            |            |   | Manchester City | 1           | 0           | 1           |             |  |                 |            |            |            |            |           |   |        |        |
|  |                   | Atlético Madrid | 0          | 0          | 0 |                 |             |             |             |             |  |                 |            |            |            |            |           |   |        |        |
|  | Atlético Madrid   | Atlético Madrid | 0          | 0          | 0 | 1               | 1           | 2           |             |             |  |                 |            |            |            |            |           |   |        |        |
|  | Atlético Madrid   |                 |            |            |   | 1               | 1           | 2           |             |             |  |                 |            |            |            |            |           |   |        |        |
|  | Manchester United | 1               | 0          | 1          |   |                 |             |             |             |             |  |                 |            |            |            |            |           |   |        |        |
|  | Manchester United | 1               | 0          | 1          |   |                 |             |             |             |             |  | Manchester City | 4          | 1          | 5          |            |           |   |        |        |
|  |                   |                 |            |            |   |                 |             |             |             |             |  | Manchester City | 4          | 1          | 5          |            |           |   |        |        |
|  |                   | Real Madrid     | 3          | 3          | 6 |                 |             |             |             |             |  |                 |            |            |            |            |           |   |        |        |
|  | Chelsea           | Real Madrid     | 3          | 3          | 6 | 2               | 2           | 4           |             |             |  |                 |            |            |            |            |           |   |        |        |
|  | Chelsea           |                 |            |            |   | 2               | 2           | 4           |             |             |  |                 |            |            |            |            |           |   |        |        |
|  | Lille             | 0               | 1          | 1          |   |                 |             |             |             |             |  |                 |            |            |            |            |           |   |        |        |
|  | Lille             | 0               | 1          | 1          |   | Chelsea         | 1           | 3           | 4           |             |  |                 |            |            |            |            |           |   |        |        |
|  |                   |                 |            |            |   | Chelsea         | 1           | 3           | 4           |             |  |                 |            |            |            |            |           |   |        |        |
|  |                   | Real Madrid     | 3          | 2          | 5 |                 |             |             |             |             |  |                 |            |            |            |            |           |   |        |        |
|  | PSG               | Real Madrid     | 3          | 2          | 5 | 1               | 1           | 2           |             |             |  |                 |            |            |            |            |           |   |        |        |
|  | PSG               |                 |            |            |   | 1               | 1           | 2           |             |             |  |                 |            |            |            |            |           |   |        |        |
|  | Real Madrid       | 0               | 3          | 3          |   |                 |             |             |             |             |  |                 |            |            |            |            |           |   |        |        |

## Osmifinále
Losování osmifinále proběhlo 13. prosince 2021, původně ve 12:00 SEČ. Při losování však došlo k několika nesrovnalostem: Manchester United se dostal do jedné dvojice s Villarrealem. Ale protože se tato dvě mužstva potkala už v základní skupině, nemohlo na jejich souboj v osmifinále za žádných okolností dojít. Následně byl pro vítěze Evropské ligy 2020/21 vylosován jiný soupeř z Manchesteru, tentokrát City. Poté, když se losoval soupeř pro Atlético Madrid, chybně chyběl Manchester United, naopak mezi potenciálními soupeři figuroval Liverpool, s nímž se madridský klub utkal už v základní skupině. Později téhož dne UEFA původní losování zrušila kvůli "technickému problému" s losovacím počítačem a v 15:00 SEČ bylo zcela přepracováno.
Původní chybný los by nabídl tito duely:
- Benfica –  Real Madrid
- Villarreal –  Manchester City
- Atlético Madrid – Bayern Mnichov
- RB Salzburg –  Liverpool
- Inter Milán –  Ajax
- Sporting –  Juventus
- Chelsea –  Lille
- PSG –  Manchester United

| Domácí v 1. zápase | Celkem | Hosté v 1. zápase | 1. zápas | 2. zápas |
| ------------------ | ------ | ----------------- | -------- | -------- |
| Sporting Lisabon   | 0:5    | Manchester City   | 0:5      | 0:0      |
| PSG                | 1:0    | Real Madrid       | 1:0      | 1:3      |
| RB Salzburg        | 2:8    | Bayern Mnichov    | 1:1      | 1:7      |
| Inter Milán        | 1:2    | Liverpool         | 0:2      | 1:0      |
| Chelsea            | 2:0    | Lille             | 2:0      | 2:1      |
| Villarreal         | 1:1    | Juventus          | 1:1      | 3:0      |
| Benfica Lisabon    | 3:2    | Ajax Amsterdam    | 2:2      | 1:0      |
| Atlético Madrid    | 2:1    | Manchester United | 1:1      | 1:0      |

### První zápasy
| 15. února 2022 21:00 |     |                                                 |                                                                         |
| Sporting             | 0:5 | Manchester City                                 | Estádio José Alvalade, Lisabon diváci: 48 129 rozhodčí: Srđan Jovanović |
|                      |     | Mahréz 7' Silva 17', 44' Foden 32' Sterling 58' | Estádio José Alvalade, Lisabon diváci: 48 129 rozhodčí: Srđan Jovanović |

| 15. února 2022 21:00 |     |             |                                                            |
| PSG                  | 1:0 | Real Madrid | Park Princů, Paříž diváci: 47 443 rozhodčí: Daniele Orsato |
| Mbappé 90+4'         |     |             | Park Princů, Paříž diváci: 47 443 rozhodčí: Daniele Orsato |

| 16. února 2022 21:00 |     |                |                                                                  |
| RB Salzburg          | 1:1 | Bayern Mnichov | Red Bull Arena, Salcburk diváci: 29 520 rozhodčí: Michael Oliver |
| Adamu 22'            |     | Coman 90'      | Red Bull Arena, Salcburk diváci: 29 520 rozhodčí: Michael Oliver |

| 16. února 2022 21:00 |     |                       |                                                           |
| Inter Milán          | 0:2 | Liverpool             | San Siro, Milán diváci: 37 918 rozhodčí: Szymon Marciniak |
|                      |     | Firmino 75' Salah 83' | San Siro, Milán diváci: 37 918 rozhodčí: Szymon Marciniak |

| 22. února 2022 21:00   |     |       |                                                                    |
| Chelsea                | 2:0 | Lille | Stamford Bridge, Londýn diváci: 38 832 rozhodčí: Jesus Gil Manzano |
| Havertz 8' Pulišić 63' |     |       | Stamford Bridge, Londýn diváci: 38 832 rozhodčí: Jesus Gil Manzano |

| 22. února 2022 21:00 |     |             |                                                                           |
| Villarreal           | 1:1 | Juventus    | Estadio de la Cerámica, Villareal diváci: 17 686 rozhodčí: Daniel Siebert |
| Parejo 66'           |     | Vlahović 1' | Estadio de la Cerámica, Villareal diváci: 17 686 rozhodčí: Daniel Siebert |

| 23. února 2022 21:00          |     |                      |                                                                |
| Benfica                       | 2:2 | Ajax                 | Estádio da Luz, Lisabon diváci: 54 760 rozhodčí: Slavko Vinčić |
| Haller 26' (vl.) Jaremčuk 72' |     | Tadić 18' Haller 29' | Estádio da Luz, Lisabon diváci: 54 760 rozhodčí: Slavko Vinčić |

| 23. února 2022 21:00 |     |                   |                                                                     |
| Atlético Madrid      | 1:1 | Manchester United | Wanda Metropolitano, Madrid diváci: 63 273 rozhodčí: Ovidiu Hategan |
| Félix 7'             |     | Elanga 80'        | Wanda Metropolitano, Madrid diváci: 63 273 rozhodčí: Ovidiu Hategan |

### Odvety
| 8. března 2022 21:00                                                        |     |                |                                                                |
| Bayern Mnichov                                                              | 7:1 | RB Salzburg    | Allianz Aréna, Mnichov diváci: 25 000 rozhodčí: Clément Turpin |
| Lewandowski 12' (pen.), 21' (pen.), 23' Gnabry 31' Müller 56', 83' Sané 86' |     | Kjaergaard 70' | Allianz Aréna, Mnichov diváci: 25 000 rozhodčí: Clément Turpin |

Bayern Mnichov postoupil díky celkovému skóre 8:2 do čtvrtfinále.
| 8. března 2022 21:00 |     |              |                                                                 |
| Liverpool            | 0:1 | Inter Milán  | Anfield, Liverpool diváci: 51 747 rozhodčí: Antonio Mateu Lahoz |
|                      |     | Martínez 62' | Anfield, Liverpool diváci: 51 747 rozhodčí: Antonio Mateu Lahoz |

Liverpool postoupil díky celkovému skóre 2:1 do čtvrtfinále.
| 9. března 2022 21:00 |     |          |                                                                      |
| Manchester City      | 0:0 | Sporting | Etihad Stadium, Manchester diváci: 51 213 rozhodčí: Halil Umut Meler |
|                      |     |          | Etihad Stadium, Manchester diváci: 51 213 rozhodčí: Halil Umut Meler |

Manchester City postoupil díky celkovému skóre 5:0 do čtvrtfinále.
| 9. března 2022 21:00  |     |            |                                                                   |
| Real Madrid           | 3:1 | PSG        | Santiago Bernabeú, Madrid diváci: 59 895 rozhodčí: Danny Makkelie |
| Benzema 61', 76', 78' |     | Mbappé 39' | Santiago Bernabeú, Madrid diváci: 59 895 rozhodčí: Danny Makkelie |

Real Madrid postoupil díky celkovému skóre 3:2 do čtvrtfinále.
| 15. března 2022 21:00 |     |           |                                                                             |
| Ajax                  | 0:1 | Benfica   | Amsterdam Aréna, Amsterdam diváci: 54 066 rozhodčí: Carlos del Cerro Grande |
|                       |     | Núñez 77' | Amsterdam Aréna, Amsterdam diváci: 54 066 rozhodčí: Carlos del Cerro Grande |

Benfica postoupila díky celkovému skóre 3:2 do čtvrtfinále.
| 15. března 2022 21:00 |     |                 |                                                                 |
| Manchester United     | 0:1 | Atlético Madrid | Old Trafford, Manchester diváci: 73 008 rozhodčí: Slavko Vinčić |
|                       |     | Lodi 41'        | Old Trafford, Manchester diváci: 73 008 rozhodčí: Slavko Vinčić |

Atlético Madrid postoupilo díky celkovému skóre 2:1 do čtvrtfinále.
| 16. března 2022 21:00 |     |                               |                                                                  |
| Lille                 | 1:2 | Chelsea                       | Stade Pierre-Mauroy, Lille diváci: 49 048 rozhodčí: Davide Massa |
| Yılmaz 38' (pen.)     |     | Pulišić 45+3' Azpilicueta 71' | Stade Pierre-Mauroy, Lille diváci: 49 048 rozhodčí: Davide Massa |

Chelsea postoupila díky celkovému skóre 4:1 do čtvrtfinále.
| 16. března 2022 21:00 |     |                                                     |                                                                   |
| Juventus              | 0:3 | Villarreal                                          | Juventus Stadium, Turín diváci: 30 385 rozhodčí: Szymon Marciniak |
|                       |     | G.Moreno 78' (pen.) Torres 85' Danjuma 90+2' (pen.) | Juventus Stadium, Turín diváci: 30 385 rozhodčí: Szymon Marciniak |

Villareal postoupil díky celkovému skóre 4:1 do čtvrtfinále.

## Čtvrtfinále
Losování čtvrtfinále proběhlo 18. března 2022 ve 12:00 CET.

### Čtvrtfinále
| Domácí v 1. zápase | Celkem | Hosté v 1. zápase | 1. zápas | 2. zápas     |
| ------------------ | ------ | ----------------- | -------- | ------------ |
| Benfica            | 4:6    | Liverpool         | 1:3      | 3:3          |
| Villareal          | 2:1    | Bayern Mnichov    | 1:0      | 1:1          |
| Manchester City    | 1:0    | Atlético Madrid   | 1:0      | 0:0          |
| Chelsea            | 4:5    | Real Madrid       | 1:3      | 3:2 (prodl.) |

### První zápasy
| 5. dubna 2022 21:00 |     |                              |                                                                    |
| Benfica             | 1:3 | Liverpool                    | Estádio da Luz, Lisabon diváci: 59 657 rozhodčí: Jesús Gil Manzano |
| Núñez 49'           |     | Konaté 17' Mané 34' Díaz 87' | Estádio da Luz, Lisabon diváci: 59 657 rozhodčí: Jesús Gil Manzano |

| 5. dubna 2022 21:00 |     |                 |                                                                   |
| Manchester City     | 1:0 | Atlético Madrid | Etihad Stadium, Manchester diváci: 52 018 rozhodčí: István Kovács |
| De Bruyne 70'       |     |                 | Etihad Stadium, Manchester diváci: 52 018 rozhodčí: István Kovács |

| 6. dubna 2022 21:00 |     |                |                                                                           |
| Villareal           | 1:0 | Bayern Mnichov | Estadio de la Cerámica, Villareal diváci: 21 626 rozhodčí: Anthony Taylor |
| Danjuma 8'          |     |                | Estadio de la Cerámica, Villareal diváci: 21 626 rozhodčí: Anthony Taylor |

| 6. dubna 2022 21:00 |     |                       |                                                                 |
| Chelsea             | 1:3 | Real Madrid           | Stamford Bridge, Londýn diváci: 38 689 rozhodčí: Clément Turpin |
| Havertz 40'         |     | Benzema 21', 24', 46' | Stamford Bridge, Londýn diváci: 38 689 rozhodčí: Clément Turpin |

### Odvety
| 12. dubna 2022 21:00 |     |               |                                                               |
| Bayern Mnichov       | 1:1 | Villarreal    | Allianz Aréna, Mnichov diváci: 70 000 rozhodčí: Slavko Vinčić |
| Lewandowski 52'      |     | Chukwueze 88' | Allianz Aréna, Mnichov diváci: 70 000 rozhodčí: Slavko Vinčić |

Villareal postoupil díky celkovému skóre 2:1 do semifinále.
| 12. dubna 2022 21:00    |     |                                  |                                                                     |
| Real Madrid             | 2:3 | Chelsea                          | Santiago Bernabeú, Madrid diváci: 59 839 rozhodčí: Szymon Marciniak |
| Rodrygo 80' Benzema 96' |     | Mount 15' Rüdiger 51' Werner 75' | Santiago Bernabeú, Madrid diváci: 59 839 rozhodčí: Szymon Marciniak |

Real Madrid postoupil díky celkovému skóre 5:4 do semifinále.
| 13. dubna 2022 21:00        |     |                                  |                                                              |
| Liverpool                   | 3:3 | Benfica                          | Anfield, Liverpool diváci: 51 373 rozhodčí: Serdar Gözübüyük |
| Konaté 21' Firmino 55', 65' |     | Ramos 32' Jaremčuk 73' Núñez 82' | Anfield, Liverpool diváci: 51 373 rozhodčí: Serdar Gözübüyük |

Liverpool postoupil díky celkovému skóre 6:4 do semifinále.
| 13. dubna 2022 21:00 |     |                 |                                                                     |
| Atlético Madrid      | 0:0 | Manchester City | Wanda Metropolitano, Madrid diváci: 65 675 rozhodčí: Daniel Siebert |
|                      |     |                 | Wanda Metropolitano, Madrid diváci: 65 675 rozhodčí: Daniel Siebert |

Manchester City postoupil díky celkovému skóre 1:0 do semifinále.

## Semifinále
| Domácí v 1. zápase | Celkem | Hosté v 1. zápase | 1. zápas | 2. zápas |
| ------------------ | ------ | ----------------- | -------- | -------- |
| Manchester City    | 5:6    | Real Madrid       | 4:3      | 1:3      |
| Liverpool          | 5:2    | Villareal         | 2:0      | 3:2      |

### První zápasy
| 26. dubna 2022 21:00                       |     |                                      |                                                                   |
| Manchester City                            | 4:3 | Real Madrid                          | Etihad Stadium, Manchester diváci: 52 217 rozhodčí: István Kovács |
| De Bruyne 2' Jesus 11' Foden 53' Silva 74' |     | Benzema 33', 82' (pen.) Vinícius 55' | Etihad Stadium, Manchester diváci: 52 217 rozhodčí: István Kovács |

| 27. dubna 2022 21:00         |     |            |                                                              |
| Liverpool                    | 2:0 | Villarreal | Anfield, Liverpool diváci: 51 586 rozhodčí: Szymon Marciniak |
| Estupiñán 53' (vl.) Mané 55' |     |            | Anfield, Liverpool diváci: 51 586 rozhodčí: Szymon Marciniak |

### Odvety
| 3. května 2022 21:00 |     |                               |                                                                            |
| Villarreal           | 2:3 | Liverpool                     | Estadio de la Cerámica, Villarreal diváci: 23 665 rozhodčí: Danny Makkelie |
| Dia 3' Coquelin 41'  |     | Fabinho 62' Díaz 67' Mané 74' | Estadio de la Cerámica, Villarreal diváci: 23 665 rozhodčí: Danny Makkelie |

Liverpool postoupil díky celkovému skóre 5:2 do finále.
| 4. května 2022 21:00                  |     |                 |                                                                   |
| Real Madrid                           | 3:1 | Manchester City | Santiago Bernabéu, Madrid diváci: 61 416 rozhodčí: Daniele Orsato |
| Rodrygo 90', 90+1' Benzema 95' (pen.) |     | Mahréz 73'      | Santiago Bernabéu, Madrid diváci: 61 416 rozhodčí: Daniele Orsato |

Real Madrid postoupil díky celkovému skóre 6:5 do finále.

## Finále

#### Detaily
| 28. května 2022 21:36 SELČ |     |              |                                                                             |
| Liverpool                  | 0:1 | Real Madrid  | Stade de France, Saint Denis, Paříž diváci: 75 000 rozhodčí: Clément Turpin |
|                            |     | Vinícius 59' | Stade de France, Saint Denis, Paříž diváci: 75 000 rozhodčí: Clément Turpin |

| Liverpool | Real Madrid |

| BR           | 1  | Alisson                |     |     |
| PO           | 66 | Trent Alexander-Arnold |     |     |
| SO           | 5  | Ibrahima Konaté        |     |     |
| SO           | 4  | Virgil van Dijk        |     |     |
| LO           | 26 | Andrew Robertson       |     |     |
| SZ           | 14 | Jordan Henderson (c)   |     | 77' |
| DZ           | 3  | Fabinho                | 62' |     |
| SZ           | 6  | Thiago                 |     | 77' |
| PK           | 11 | Mohamed Salah          |     |     |
| SÚ           | 10 | Sadio Mané             |     |     |
| LK           | 23 | Luis Díaz              |     | 65' |
| Nahrazující: |    |                        |     |     |
| ÚT           | 20 | Diogo Jota             |     | 65' |
| ZÁ           | 8  | Naby Keïta             |     | 77' |
| ÚT           | 9  | Roberto Firmino        |     | 77' |
| Trenér:      |    |                        |     |     |
| Jürgen Klopp |    |                        |     |     |

| BR              | 1  | Thibaut Courtois  |  |       |
| PO              | 2  | Dani Carvajal     |  |       |
| SO              | 3  | Éder Militão      |  |       |
| SO              | 4  | David Alaba       |  |       |
| LO              | 23 | Ferland Mendy     |  |       |
| SZ              | 10 | Luka Modrić       |  | 90'   |
| DZ              | 14 | Casemiro          |  |       |
| SZ              | 8  | Toni Kroos        |  |       |
| PK              | 15 | Federico Valverde |  | 86'   |
| SÚ              | 9  | Karim Benzema (c) |  |       |
| LK              | 20 | Vinícius Júnior   |  | 90+3' |
| Nahrazující:    |    |                   |  |       |
| ZÁ              | 25 | Eduardo Camavinga |  | 86'   |
| ZÁ              | 19 | Dani Ceballos     |  | 90'   |
| ÚT              | 21 | Rodrygo           |  | 90+3' |
| Trenér:         |    |                   |  |       |
| Carlo Ancelotti |    |                   |  |       |

| Muž Zápasu: Thibaut Courtois (Real Madrid) Asistenti rozhodčího: Nicolas Danos Cyril Gringore Čtvrtý rozhodčí: Benoît Bastien Video rozhodčí: Jérôme Brisard Asistenti videorozhodčího Willy Delajod Massimiliano Irrati Filippo Meli |